# Палати Мазепи (Івановське)

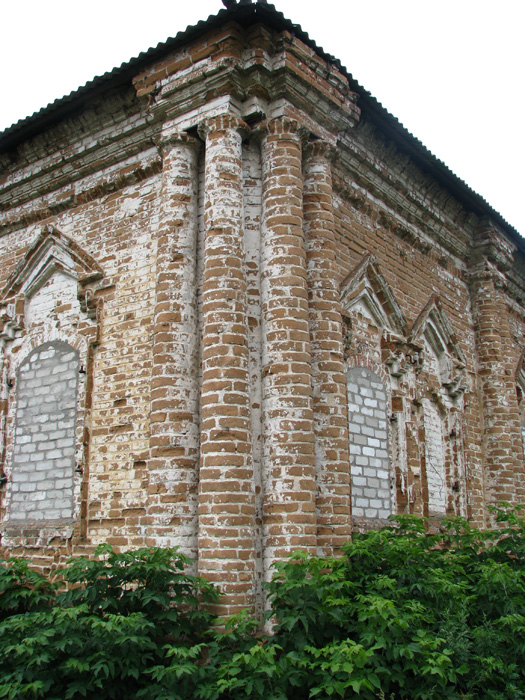
Спарені колони по кутах будівлі

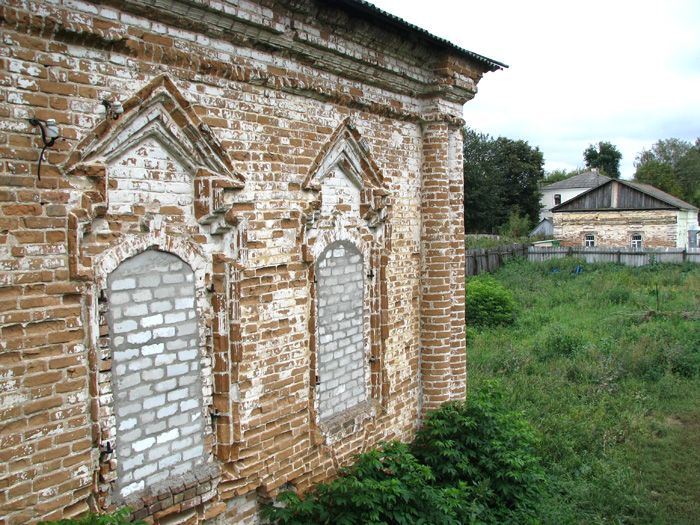
Вікна і карниз будівлі

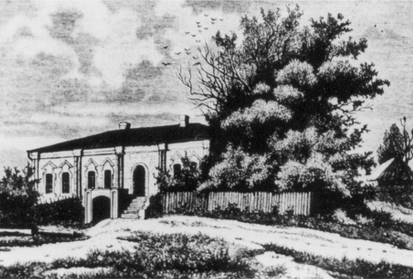
Вигляд палат на гравюрі 1886 р.

Реконструкція О. Єхауєкіма

Реконструкція Карла Лопяло

Палати гетьмана Мазепи (Івановське) — пам’ятка цивільної архітектури XVIII століття, резиденція гетьмана Івана Мазепи в селі Івановському Рильського району Курської області РФ. Побудовані орієнтовано в 1703–1705 рр. за наказом гетьмана Мазепи, з якої він управляв всіма своїми маєтками на Курщині. Формально палати включені до списку об’єктів, що охороняються державою, проте наразі знаходяться у напівзруйнованому стані.
Гетьман Мазепа придбав земельні угіддя в південно-західній частині Курського краю 13 грудня 1703 року і побудував на цих землях селища Івановське, Степанівку і Мазепівку, названих по імені, по батькові і прізвищу гетьмана. Одночасно, по його вказівці, виникли селища Амонь, Гапоново, Коренево, Крупець, Обухівка, Снагость, Студянка та інші. З них найбільшим було Івановське, де Мазепа побудував садибу, що отримала назву «Палати гетьмана Мазепи», і зосередив у ній управління всіма своїми маєтками на Курщині.
Імовірно, палати були побудовані знаменитим московським архітектором Осипом Дмитровичем Старцевим. Зберігся лист Мазепи до царів Петра і Іоанна Олексійовичів від 21 травня 1693 року, в якому гетьман просив вислати до Києва «кам’яних справ майстра» Осипа Старцева для спорудження церков у Братському і Пустинно-Микільському монастирях. 12 вересня 1693 року Мазепа отримав відповідь, в якій мовилося: «А кам'яних справ майстрові Осипу Старцеву по нашому царської величності указу велено бути при тобі, підданому нашому. Поки він в Києві кам'яні дві церкви по підряду своєму в обробку і досконалість приведе.»

## Архітектура
Палати побудовані з червоної цегли на підвалах, одноповерхові. Головний фасад на сім осей (шість вікон і портал входу), розділений на чотири частини подвійними колонами. Колони з такої ж цегли, що й головна будівля, заввишки як стіна палат, утоплені у стіну на одну чверть своєї товщини. Вікна і портал напівциркульні з сандриками, декор фрагментарно збережений знизу. Дах підтримується розкріпованим карнизом, що опоясує будівлю по периметру.
Первісний дах не зберігся, сучасний — чотирискатний, низький, що робить будівлю приземкуватою і псує первісний архітектурний образ початку XVIII століття. Усі вікна закладено білою цеглою, аби завадити подальшому руйнуванню палат. Будівля порожня і ніяк не використовується.
В архітектурі палат Мазепи застосований мотив парних колон, що виступають на ¾ свого діаметра з площини стін. Їх розміщення на фасадах відповідає місцю розташування внутрішніх капітальних стін. На кутах будівлі колони утворюють пучки, які підвищують пластику споруди. Форми наличників різні лише в незначних деталях. Фронтон наличника має рельєф, полиці під фронтоном відсутні, так само як і колонки. Замість них зроблений напіввалик з однієї цеглини, що обтесана з ребра. Нижче за підвіконня цегельна кладка утворює рельєфний виступ фігурного характеру. Карниз будинку має незначний рельєф і не відрізняється оригінальністю.
Зберігся докладний «План панському будинку, Льговської округи в селі Івановському», знятий 25 червня 1790 року. Він викреслений на тонкій полотняній кальці розміром 67 × 91 см чорною тушшю і аквареллю. Під № 1 вказані «палати кам'яні без даху довжиною 22 ½, шириною 7 ½, вишиною 4 сажні, в них 6 покоїв, 2 комори, внизу льох. Ці палати в 1770 році згоріли і нині стоять без даху, стелі і підлоги, до полагодження непридатні». Окрім цієї будівлі на план нанесена під № 2 «комора кам'яна завдовжки 12, шириною 6, вишиною до даху 4 сажні, в ній 6 покоїв, внизу вихід з льохом». Її місце розташування, розміри і число приміщень повністю відповідають натурним обмірам палат Мазепи. Очевидно, після пожежі 1770 р. власники садиби поселилися в сусідній кам'яній будові, що має 6 великих «покоїв», яке і почали іменуватися до наших днів палатами Мазепи на згадку про першого їх власника.
Деякі декоративні елементи палат Мазепи втрачені: у вікнах відсутня значна частка візерункових кованих ґрат, немає віконниць з петлями і засувами ковальської роботи.

## Спроби реставрації палат
Проект відновлення палат Мазепи був виконаний ще в 1949 році курським архітектором О. Ю. Єхауєкімом. Після обстежень, обмірів і фотофіксацій палат Мазепи в 1961 році московська комісія з відновлення історико-архітектурних пам'яток рекомендувала провести відновлювальні роботи, після чого був складений кошторис і відпущені засоби на їх відновлення. З невідомих причин роботи не були виконані.
У 1968 році доктором мистецтвознавства М. П. Цапенком та архітектором-художником К. К. Лопяло були виконані роботи з розробки плану реконструкції палат Мазепи, але і це проектна пропозиція залишилася нездійсненою.
На даний час пам'ятка перебуває у занедбаному стані і не використовується. Оголошене у 2014 році з пропагандистською метою перетворення будівлі на музей курського костюму залишилось нездійсненим